# Brachirus sorsogonensis
 Brachirus sorsogonensis és un peix teleosti de la família dels soleids i de l'ordre dels pleuronectiformes que es troba a les costes de les Filipines.